# UBE2K
UBE2K (англ. Ubiquitin conjugating enzyme E2 K) – білок, який кодується однойменним геном, розташованим у людей на короткому плечі 4-ї хромосоми.  Довжина поліпептидного ланцюга білка становить 200 амінокислот, а молекулярна маса — 22 407.
| 10         |  | 20         |  | 30         |  | 40         |  | 50         |
| ---------- |  | ---------- |  | ---------- |  | ---------- |  | ---------- |
| MANIAVQRIK |  | REFKEVLKSE |  | ETSKNQIKVD |  | LVDENFTELR |  | GEIAGPPDTP |
| YEGGRYQLEI |  | KIPETYPFNP |  | PKVRFITKIW |  | HPNISSVTGA |  | ICLDILKDQW |
| AAAMTLRTVL |  | LSLQALLAAA |  | EPDDPQDAVV |  | ANQYKQNPEM |  | FKQTARLWAH |
| VYAGAPVSSP |  | EYTKKIENLC |  | AMGFDRNAVI |  | VALSSKSWDV |  | ETATELLLSN |
|            |  |            |  |            |  |            |  |            |

A: Аланін

C: Цистеїн

D: Аспарагінова кислота

E: Глутамінова кислота

F: Фенілаланін

G: Гліцин

H: Гістидин

I: Ізолейцин

K: Лізин

L: Лейцин

M: Метіонін

N: Аспарагін

P: Пролін

Q: Глутамін

R: Аргінін

S: Серин

T: Треонін

V: Валін

W: Триптофан

Кодований геном білок за функціями належить до трансфераз, фосфопротеїнів. 
Задіяний у таких біологічних процесах як убіквітинування білків, ацетиляція, альтернативний сплайсинг. 
Білок має сайт для зв'язування з АТФ, нуклеотидами. 
Локалізований у цитоплазмі.